# Garnotia
Garnotia är ett släkte av gräs. Garnotia ingår i familjen gräs.

## Dottertaxa tillGarnotia, i alfabetisk ordning[1]
- Garnotia acutigluma
- Garnotia arborum
- Garnotia arundinacea
- Garnotia cheesemanii
- Garnotia ciliata
- Garnotia courtallensis
- Garnotia depressa
- Garnotia divergens
- Garnotia elata
- Garnotia exaristata
- Garnotia fergusonii
- Garnotia foliosa
- Garnotia fuscata
- Garnotia gracilis
- Garnotia kengii
- Garnotia ledermannii
- Garnotia linearis
- Garnotia micrantha
- Garnotia normanii
- Garnotia panicoides
- Garnotia patula
- Garnotia polypogonoides
- Garnotia raiateensis
- Garnotia scoparia
- Garnotia sechellensis
- Garnotia spadicea
- Garnotia st-johnii
- Garnotia stricta
- Garnotia tenella
- Garnotia thailandica
- Garnotia villosa